# Knockdown de genes
En biología molecular, el término knockdown de genes hace referencia a una técnica de genética molecular mediante la cual un organismo es genéticamente modificado para tener una expresión reducida de uno o más genes de su cromosoma.
Esto se puede lograr a través de la inserción de pequeños fragmentos u oligonucleótido cortos de ADN o ARN con una secuencia complementaria de un gen activo o de su transcrito de ARNm. Si la modificación genética es llevada a cabo con éxito, el resultado es lo que se denomina un "organismo knockdown". Si el cambio en la expresión génica es causado por la unión de un oligonucleótido al ARNm o mediante una unión temporal al gen diana, esto dará lugar a una variación temporal en la expresión génica sin modificación del ADN cromosómico, con lo que se denominará como "knockdown transitorio".

## Knockdown transitorio
En un knockdown transitorio la unión del oligonucleótido complementario al gen activo o su transcrito de ARNm que da lugar a una reducción de la expresión mediante el bloqueo de la transcripción, esto se puede lograr de diferentes formas:
- Mediante la degradación del ARNm: Utilizando ARN de interferencia (ARNi) o antisentido dependiente de ARNasa H.
- Mediante la alteración de la maduración del ARNm: Alterando los sitios de splicing del pre-ARNm, u otros sitios sensibles a nucleasas necesarios para la maduración de otros ARN funcionales, como el micro ARN.[1] Como en el caso de los oligonucleótidos (Morfolinos) u otros antisentido independientes de ARNasa H.[2]

Los knockdown transitorios son frecuentemente utilizados a la hora de desentrañar en qué procesos está implicado un gen secuenciado del que no se conoce su función (véase genética inversa). Los científicos establecen comparaciones de los individuos knockdown con los normales para poder inferir conclusiones. Los knockdown transitorios también son utilizados en biología del desarrollo debido a que los oligonucleótidos utilizados pueden ser inyectados en cigotos unicelulares con lo que se mantendrán en las células hijas de la célula inyectada a lo largo de todo el proceso de embriogénesis.

## Knockdown permanente
Artículo principal: Bloqueo de genes
Hasta ahora, los organismos knockdown con alteraciones permanentes en su ADN han sido utilizados con fines relacionados exclusivamente con la investigación. También conocidos sencillamente como knockdowns, estos organismos son usados frecuentemente en aproximaciones experimentales de genética inversa, particularmente en especies como el ratón o la rata, en los cuales la tecnología de knockdown transitorio no puede ser fácilmente aplicada.